# Józef Wal
Józef Wal herbu własnego (zm. w 1763) – chorąży grodzieński do 1763 roku, wojski grodzieński w latach 1737–1746, podstoli grodzieński w 1730 roku.
Syn Jana, chorążego grodzieńskiego i Agnieszki z Ważyńskich.

## Sprawowane urzędy
- Wojski grodzieński 1737–1746
- Chorąży grodzieński 1746–1763[2]

## Poseł na Sejm Rzeczypospolitej Obojga Narodów
- jako poseł na sejm konwokacyjny 1733 roku z powiatu grodzieńskiego był członkiem konfederacji generalnej zawiązanej 27 kwietnia 1733 roku na tym sejmie[3].
- 1740 - z powiatu grodzieńskiego[4]
- 1748 - z powiatu grodzieńskiego
- 1760 - z powiatu grodzieńskiego[5]

## Deputat na Trybunał Główny Wielkiego Księstwa Litewskiego
- 1726 - z powiatu grodzieńskiego